# Ида и Олива
«И́да и Оли́ва» (фр. Yde et Olive) — французская эпическая поэма XIII века из цикла о Гуоне Бордосском. Героиней здесь является внучка Гуона.
Написана десятисложным ассонансированным стихом; насчитывает 2237 строк.

## Содержание
Это продолжение поэмы «Кларисса и Флоран». Кларисса умирает при родах, произведя на свет дочь Иду. Когда та подросла, к ней с инцестуальными намерениями начинает приставать родной отец, Флоран. Ида, переодевшись в мужское платье, бежит в Рим, ко двору императора Отона. Ида показывает чудеса храбрости и воинской сноровки и спасает Рим от нашествия язычников. Отон решает женить Иду на своей единственной дочери Оливе и сделать её наследником. По божьему волеизъявлению Ида превращается в мужчину и сочетается браком с Оливой. От этого союза рождается Круассант.
Мотив превращения женщины в мужчину, совпадающий в деталях (переодевание, вынужденный брак, вмешательство ангела), встречается также в поздней поэме «Тристан де Нантейль».